# Bornholm (együttes)
A Bornholm egy 2000-ben alakult magyar black/pagan metal zenekar. Nevük a Nibelung-saga hatására egy Dániához tartozó sziget nevéből származik.

## Történet
A zenekar 2000-es megalakulása utáni első kiadványa a 2001-es szerzői kiadású demó, az "Awakening Of The Ancient Ones" volt, melyet 2005-ben követett a francia Melancholia Records által megjelentetett első nagylemez, az "...On The Way Of The Hunting Moon". Ekkorra az alapító tagok közül már csak Astaroth gitáros (később Sahsnot) volt a zenekarban, majd további tagcseréket követően D (Juhász Dávid) dobos csatlakozásával alakult ki a zenekar állandó, máig aktuális magja. A már vele készült második nagylemez "March for Glory and Revenge" címmel jelent meg  2009 őszén a holland Vic Records kiadásában. 2011-ben egy 7" split vinyl EP-t adtak ki a francia Nydvind társaságában. A harmadik lemezük, az "Inexorable Defiance" 2013 tavaszán jelent meg. A negyedik "Primaeval Pantheons" lemezt a német Massacre Records adta ki 2016-ban. A megjelenéssel egy időben Sahsnot és D részt vettek Jonas Åkerlund "Lords Of Chaos" című film munkálataiban. Az ötödik nagylemezük "Apotheosis" címmel jelent meg a Napalm Records-nál  2021 november 5-én. Ennek előfutáraként látott napvilágot a zenekar két új videóklipje, az "I Am War God" és a "Black Shining Cloaks" Johan Bååth rendezésében. A "Black Shining Cloaks" című dalban Mike Wead, a King Diamond és Mercyful Fate zenekarok gitárosa szerepel egy szóló erejéig. Az "Apotheosis" a zenekar első lemeze, amely Európán kívül, világszerte megjelent a Napalm Records és az Iron Avantgarde jóvoltából.

## Tagok

### Jelenlegi tagok
- Sahsnot - gitár, ének, billentyűs hangszerek
- D - dobok
- Charun - basszusgitár

## Diszkográfia

### Stúdióalbumok
- ...On The Way Of The Hunting Moon (2005)
- March For Glory And Revenge (2009)
- Inexorable Defiance (2013)
- Primaeval Pantheons (2016)
- Apotheosis (2021)

### Demók, EP-k
- Awakening Of The Ancient Ones (Demo) (2001)
- Nydvind/Bornholm Split EP (2011)

### Válogatáslemezek
- Nightwalk Magazine CD Compilation 3 (2002)
- Metal Ostentation - Volume 5 (2004)
- Turulheart: A Hungarian Tribute To Bathory (2009)
- Noizefest Vol. VIII (2012)
- NoiseArt Records - Music For The Better Taste (2012)

### Egyéb kiadványok
- ...On The Way Of The Hunting Moon/Awakening Of The Ancient Ones (2006)